# والتر جي. كالدويل
والتر جي. كالدويل (بالإنجليزية: Walter G. Caldwell)‏ هو سياسي أمريكي، ولد في 19 فبراير 1886، وتوفي في 28 يناير 1934. انتخب عضو جمعية ولاية ويسكونسن.